# Zonitodema
Zonitodema là một chi bọ cánh cứng trong họ Meloidae.
Chi này được miêu tả khoa học năm 1909 bởi Péringuey.

## Các loài
Các loài trong chi này gồm:
- Zonitodema caerulans (Fairmaire, 1887)
- Zonitodema collaris (Fåhraeus, 1870)
- Zonitodema notatithorax Pic, 1912
- Zonitodema parentalis Péringuey, 1909
- Zonitodema proxima (Péringuey, 1892)
- Zonitodema ruficeps (Péringuey, 1888)
- Zonitodema viridipennis (Fabricius, 1798)